# Goethestraße 32 (Erlangen)
Das Haus Goethestraße 32 ist ein denkmalgeschütztes Gebäude in der mittelfränkischen Stadt Erlangen.

## Beschreibung
Es handelt sich um ein zweigeschossiges, traufständiges Gebäude, das über ein Zwerchhaus mit Aufzugserker und zwei Giebelgauben verfügt. Zum Anwesen gehört außerdem ein Innenhof und ein Hintergebäude. Die barocke Fassade mit zwei geohrten Gewänden entspricht der eines typischen Erlanger Bürgerhauses des späten 17. Jahrhunderts.

## Geschichte

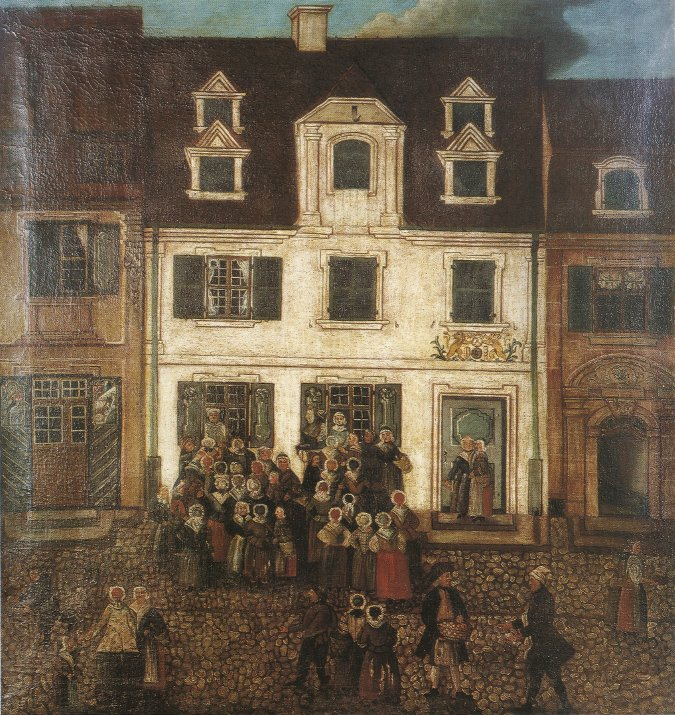
Die heutige Goethestraße 32, 1771

Das Haus wurde 1697 an der damaligen Grande Rue (ab 1812 Spitalstraße, seit 1899 Goethestraße) in der ab 1686 entstandenen Erlanger Neustadt errichtet. Erster Besitzer des Anwesens war Stephan Michael Hollenberger. Später übernahm der Hugenotte Jean Etiene Puy das Anwesen, in dem er eine Bäckerei eröffnete. 1708 erhielt er auch das Schankrecht ohne Schild für dieses Haus. Spätestens ab 1749 wurde hier aber kein Wirtshaus mehr betrieben.
Ein im Stadtmuseum Erlangen befindliches Gemälde aus dem Jahr 1771 zeigt das Gebäude während der damaligen Hungersnot mit wartenden Menschen vor der Bäckerei von Jean Pierre Puy. Wegen seiner detailreichen Darstellung handelt es sich bei dem von Johann Simon Piehlmann (1753–1813) geschaffenen Werk um eines der wichtigsten Erlanger Architekturbilder des 18. Jahrhunderts.
Das Anwesen blieb bis in das 19. Jahrhundert im Besitz der Familie Puy. Eine Bäckerei befand sich hier noch durchgehend bis 1973. 1989 und 1990 erfolgte eine grundlegende Sanierung und Modernisierung.